# ویسکان (فلوریدا)
ویسکان (به انگلیسی: Wiscon) یک منطقهٔ مسکونی در ایالات متحده آمریکا است که در فلوریدا واقع شده‌است. ویسکان ۷۰۶ نفر جمعیت دارد و ۲۵٫۹۱ متر بالاتر از سطح دریا واقع شده‌است.